# Eva Maria Welskop-Deffaa

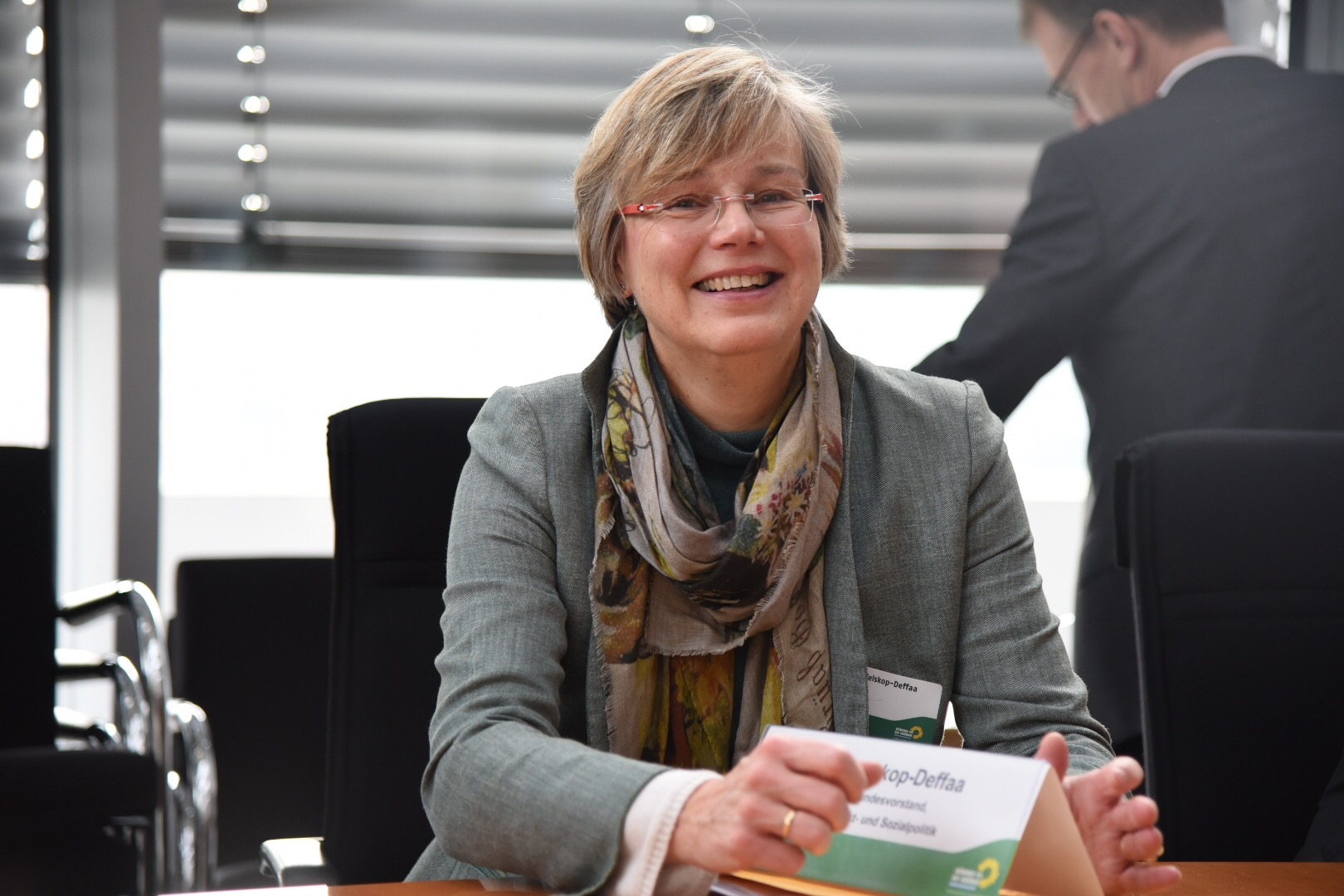
Eva Maria Welskop-Deffaa (2016)

Eva Maria Welskop-Deffaa (* 27. Februar 1959 in Duisburg) ist eine deutsche Volkswirtin, Ministerialdirektorin i. R. Sie gehört seit dem 1. Juli 2017 dem Vorstand des Deutschen Caritasverbandes (DCV) an und wurde am 13. Oktober 2021 zu dessen Präsidentin gewählt. Sie wurde am 16. November 2021 offiziell in ihr Amt eingeführt.

## Leben

### Studium und Tätigkeiten
Welskop-Deffaa studierte an der Ludwig-Maximilians-Universität München sowie am Europäischen Hochschulinstitut in Florenz Volkswirtschaftslehre und Geschichte als Stipendiatin der Bischöflichen Studienförderung Cusanuswerk. Nach ihrem Studienabschluss (Diplom-Volkswirtin Univ.) war sie zunächst wissenschaftliche Mitarbeiterin am Lehrstuhl für Wirtschaftsgeschichte (Ordinarius Knut Borchardt). Nach einem Postgraduiertenstudium am Europäischen Hochschulinstitut und freiberuflicher Tätigkeit war sie bis 1996 für einen Bundestagsabgeordneten tätig.
Für den Katholischen Deutschen Frauenbund arbeitete sie anschließend als Grundsatzreferentin und war von 1999 bis 2006 für das Zentralkomitee der deutschen Katholiken als Leiterin des Referates Wirtschaft und Gesellschaft tätig.
Von 2006 bis 2012 war Welskop-Deffaa Ministerialdirektorin im Bundesfamilienministerium und Abteilungsleiterin für Gleichstellung und Chancengleichheit unter den Ministerinnen Ursula von der Leyen und Kristina Schröder. In dieser Funktion veranlasste sie den ersten Gleichstellungsbericht der Bundesregierung und damit eine strategische Erweiterung der Gleichstellungspolitik um die Lebensverlaufsperspektive.
Sie war Vorsitzende des Verwaltungsrates des Europäischen Instituts für Gleichstellungsfragen (engl.: European Institute for Gender Equality), einer in Vilnius ansässigen europäischen Agentur, die die EU-Länder und -Institutionen – namentlich die Kommission – in diesem Bereich unterstützt und bis Juni 2012 Vertreterin der Bundesregierung im Verwaltungsrat der Bundesagentur für Arbeit.
Im März 2013 wurde sie erstmals in den ver.di-Bundesvorstand gewählt, im September 2015 bestätigt und war bis zum Februar 2017 dort zuständig für Arbeitsmarkt- und Sozialpolitik. Zu ihrem Verantwortungsbereich gehörte die Vertretung der Migranten, der Erwerbslosen und der Schwerbehinderten in der Vereinten Dienstleistungsgewerkschaft. Zu ihren Aufgaben gehörte die Wahrnehmung der Selbstverwalteraufgaben als Arbeitnehmervertreterin im Verwaltungsrat der Bundesagentur für Arbeit und im Vorstand der Deutschen Rentenversicherung Bund. Sie setzte sich für eine Stärkung der Selbstverwaltung in den Sozialversicherungen ein und führte in diesem Aufgabenbereich in der Gewerkschaft ver.di zusammen mit abgeordnetenwatch das Online-Portal Sozialversicherung.watch ein. Es gewährleistet mehr Transparenz und Erreichbarkeit der Selbstverwalter.
Zur Gewährleistung fairer Teilhabechancen von Menschen mit Handicap unterstützt Welskop-Deffaa in vielen Funktionen eine aktive Teilhabepolitik und die Arbeit der Schwerbehindertenvertretungen.
Schwerpunkte ihrer Vorträge und Veröffentlichungen waren in den letzten Jahren zunehmend Fragen rund um die Arbeitswelt 4.0 und die digitale Transformation. Gemeinsam mit Peter Weiß MdB legte sie das Konzept der Rente 4.0 vor, das die Zukunft der Alterssicherung in der Arbeitswelt 4.0 diskutiert. Im Verwaltungsrat der BA und im Vorstand der Deutschen Rentenversicherung galt ihr Augenmerk besonders der Integration von geflüchteten Frauen und Männern. Seit ihrem Wechsel in den Bundesvorstand des Deutschen Caritasverbandes sind zusätzlich Wohnungsnot, Verfestigung von Armut im Lebenslauf und die Zukunft der Wohlfahrtspflege Themen ihrer Vorträge und Veröffentlichungen.
Ihre Versetzung in den einstweiligen Ruhestand 2012 durch Familienministerin Schröder, für die keine Gründe genannt wurden, wurde von vielen Seiten kritisiert. So beklagten die Sprecherinnen der Frauenbeauftragten in Deutschland in einem gemeinsamen Brief an die Bundeskanzlerin das „bestürzende Signal“. Man habe wegen des Rauswurfs der „äußerst kompetenten, gut informierten und strategisch klugen Ansprechpartnerin“ Welskop-Deffaa „die Gewissheit verloren“, zusammen mit dem Ministerium an einem Ziel zu arbeiten. Die Präsidentin des Deutschen Juristinnenbundes, Ramona Pisal, erklärte: „Mit der Entlassung von Frau Welskop-Deffaa verliert die Gleichstellungspolitik auf Bundesebene eine ihrer engagiertesten Vorkämpferinnen. Hoch kompetent, mit profunder Sachkunde und professionellem Augenmaß für das politisch Machbare war sie uns wie vielen weiteren Verbänden eine jederzeit aufmerksame und zugewandte Ansprechpartnerin.“ Marlies Brouwers, Vorsitzende des Deutschen Frauenrates erklärte: „Mit Eva Maria Welskop-Deffaa verliert die Gleichstellungspolitik unseres Landes eine engagierte Kämpferin, der Deutsche Frauenrat eine kompetente und streitbare Gesprächspartnerin.“ Die Vorsitzende des UN Women Nationales Komitee Deutschland e. V., Karin Nordmeyer, sagte: „Die Frühverrentung unserer kompetenten Ansprechpartnerin und überzeugten Verfechterin für die Chancengleichheit der Frauen bedeutet einen großen Rückschlag für die Gleichstellungspolitik in unserem Land und in internationalen Bezügen.“ Außerdem verliere das Ministerium mit ihrem Weggang ein hohes Maß an Kenntnis in der nationalen und internationalen Frauenpolitik und an Erfahrung mit deren Netzwerken.
Am 15. November 2016 wurde Eva Welskop-Deffaa als erste Frau vom Caritasrat in den dreiköpfigen Vorstand des Deutschen Caritasverbandes (DCV) gewählt. Zum 1. Juli 2017 übernahm sie als Nachfolgerin von Georg Cremer  den Bereich Sozial- und Fachpolitik. Zusätzlich übernahm sie die Verantwortung für die Digitale Agenda des Deutschen Caritasverbandes. Am 13. Oktober 2021 wurde sie als Nachfolgerin von Peter Neher als erste Frau in das Amt der Präsidentin des Verbandes gewählt und am 16. November 2021 offiziell in ihr Amt eingeführt.

## Ehrenamtliches Engagement
Welskop-Deffaa war lange Jahre (bis 2014) stellvertretende Vorsitzende des Hildegardis-Vereins, eines Vereins zur Förderung von Frauenstudien in Deutschland mit Sitz in Bonn. Sie initiierte die Ausrichtung des Vereins auf den Förderschwerpunkt Inklusion und verantwortete das bundesweit erste Mentoring-Programm für Studentinnen mit Behinderung. Bis 2017 leitete sie den Steuerungskreis des Hildegardis-Vereins für das vom BMBF geförderte Nachfolgeprojekt „Lebensweg inklusive“. Welskop-Deffaa ist stellvertretende Vorsitzende des Beirats des Instituts für Diversitätsforschung der Universität Göttingen, Kassenprüferin von UN Women, Nationales Komitee Deutschland, Bonn, Mitglied im Wissenschaftlichen Beirat des Instituts für Christliche Sozialwissenschaften (ICS) Münster und Mitglied im Aufsichtsrat der Genossenschaft WeltladenZeichenderZeit in Berlin. Welskop-Deffaa ist Mitglied im Kuratorium der ConSozial, Deutschlands größter KongressMesse für den Sozialmarkt.
Sie war bis November 2013 Sprecherin des Zentralkomitees der deutschen Katholiken für den Sachbereich 3: Grundfragen der Arbeit, der Wirtschaft, der Finanzen und der Sozialordnung (Gesellschaftliche Grundfragen). Unter ihrem Vorsitz entstand die ZdK-Erklärung „Soziale Lebenslaufpolitik. Zukunft wagen in einer Gesellschaft des langen Lebens“. Darüber hinaus war sie Mitglied der Leitung des 99. Deutschen Katholikentags 2014 in Regensburg.
Seit Mai 2013 ist sie Mitglied im Bundesvorstand der Christlich-Demokratischen Arbeitnehmerschaft Deutschlands. Sie war 2014/15 Mitglied der CDU-Zukunftskommission „Zusammenhalt der Gesellschaft“, 2016 wurde sie von Peter Tauber in den Bundesfachausschuss Arbeit und Soziales der CDU Deutschlands berufen.
Bis 2006/07 war sie aktiv in der Kommunalpolitik – als Ratsfrau in Hürth und als Mitglied des Kreistags des Rhein-Erft-Kreises. Im Rhein-Erft-Kreis war Welskop-Deffaa Vorsitzende des Verkehrsausschusses, im Stadtrat lagen ihre Schwerpunkte in der Schul- und Kulturpolitik.
Eva Maria Welskop-Deffaa ist seit November 2021 Mitglied des ZDF Fernsehrates.

## Privatleben
Welskop-Deffaa ist verheiratet und Mutter dreier erwachsener Kinder.

## Publikationen
In Publikationen hat sich Welskop-Deffaa mit Fragen der Gleichstellungs- und der Lebenslaufpolitik befasst. Ihr besonderes Augenmerk gilt der gleichberechtigten Teilhabe von Frauen am Erwerbsleben (soziale Dienstleistungsberufe, Minijobs, gute Arbeit im Privathaushalt) und der Erwerbshybridisierung (dazu erschien im Januar 2018 ein gemeinsam mit Uwe Fachinger und Andrea D. Bührmann herausgegebener Sammelband). Außerdem beschäftigt sie sich mit Fragen der Alterssicherung – gerade auch im Kontext der Digitalisierung („Rente 4.0“) und rechtlichen Rahmenbedingungen von Ehe und Familie (vor allem zum Ehegüterrecht). Weitere Themenschwerpunkte sind „good governance“ (Selbstverwaltung in den Sozialversicherungen) und „Diversity/Vielfalt“, Nichtdiskriminierung und Religionsfreiheit. Für die BAGFW war sie federführend an der Formulierung der gemeinsamen Absichtserklärung „Digitale Transformation und gesellschaftlicher Zusammenhalt. Organisationsentwicklung der Freien Wohlfahrtspflege unter den Vorzeichen der Digitalisierung“ beteiligt, die am 7. September 2017 von Präsident Peter Neher und Bundesfamilienministerin Katarina Barley öffentlich präsentiert wurde. Anfang 2023 erschien die gemeinsam mit Stephan Rixen im Lambertus-Verlag herausgegebene Publikation Klimasozialpolitik, in der die Autoren die Relevanz des Klimaschutz-Beschlusses des Bundesverfassungsgerichts vom 24. März 2021 für die Gestaltung nationaler und internationaler Dimensionen von Klimasozialpolitik beleuchten.

## Veröffentlichungen
- Eva Maria Welskop-Deffaa: Lebenslaufpolitik - Anforderungen an Generationen- und Geschlechtergerechtigkeit in einer Gesellschaft des langen Lebens. In: Jahrbuch für christliche Sozialwissenschaften. Nr. 53. Aschendorff, 2012, ISSN 0075-2584, S. 17–37 (Datenbankeintrag [abgerufen am 24. Juni 2014]).
- Eva Maria Welskop-Deffaa: Watch the gap. In: Herder Korrespondenz. Band 67, Nr. 1, 2013, ISSN 0018-0645.
- Eva Maria Welskop-Deffaa: Lebensfair läufe im demografischen Wandel. In: Salzkörner. Band 19, Nr. 2. Zentralkomitee der deutschen Katholiken, 24. April 2013 (online).
- Eva Maria Welskop-Deffaa: Neue Wege – gleiche Chancen. Partnerschaft und Verantwortung im Lebensverlauf. In: Gerd Brudermüller, Barbara Dauner-Lieb, Stephan Meder (Hrsg.): Beiträge zu Grundfragen des Rechts. Wer hat Angst vor der Errungenschaftsgemeinschaft? 1. Auflage. Band 011. V&R unipress, Göttingen 2013, ISBN 978-3-8471-0096-6, S. 7–12 (193).
- Eva Maria Welskop-Deffaa: Lebensfair läufe im demografischen Wandel. In: Salzkörner. Band 19, Nr. 2. Zentralkomitee der deutschen Katholiken, 24. April 2013 (online).
- Eva Maria Welskop-Deffaa: Solidarität unter Ungleichen. Gesellschaftlicher Zusammenhalt und Vermögensverteilung in Deutschland. In: Politische Meinung. Vermögen. Reichere Reiche? Ärmere Arme? Mittellose Mitte? Ausgabe 532 2015. Konrad-Adenauer-Stiftung, 2015, ISSN 0032-3446, S. 25–30.
- Stefanie Nutzenberger, Eva Maria Welskop-Deffaa (Hrsg.): Aufregend bunt, vielfältig normal! – Managing Diversity in Betrieb und Verwaltung. 2014, ISBN 978-3-89965-631-2.
- Eva Maria Welskop-Deffaa: Religiöse Vielfalt am Arbeitsplatz. In: Gegenblende. Das gewerkschaftliche Debattenmagazin, Nov/Dez 2014. (online [abgerufen am 29. März 2015]).
- Stephan Rixen, Eva Maria Welskop-Deffaa (Hrsg.): Zukunft der Selbstverwaltung – Responsivität und Reformbedarf. 2015, ISBN 978-3-658-09833-9.
- Eva Maria Welskop-Deffaa: Bewegungsfreiheit. Geflüchtete Frauen in Deutschland. In: Marianne Heimbach-Steins (Hrsg.): Zerreißprobe Flüchtlingsintegration. Theologie kontrovers. Zerreißprobe Flüchtlingsintegration. Herder, Freiburg 2017, ISBN 978-3-451-37618-4, S. 97–108 (219).
- Eva Maria Welskop-Deffaa: Alterssicherung in der Arbeitswelt 4.0 – Fitnesscheck für Adenauers Produktivitätsrente. In: Thomas Köster (Hrsg.): Zukunftsfeste Rente. Neue Impulse für die Alterssicherung. 1. Auflage. Herder, Freiburg 2016, ISBN 978-3-451-37706-8, S. 146–153 (240).
- Theresa M. Straub, Eva Maria Welskop-Deffaa: Lebensweg inklusive – Der biographische Ansatz im Konzept der KompetenzTandems. In: Mechthild Bereswil, Johanna Zühlke (Hrsg.): Biographien (mit-)teilen. Qualitative Evaluierung des Programms „Lebensweg inklusive“. 1. Auflage. kassel university press, Kassel 2016, ISBN 978-3-7376-0102-3, S. 180–186 (200).
- Eva M. Welskop-Deffaa: Für die Zukunft der Demokratie. In: Hirschberg, Jahrgang 70, Ausgabe 07-08/17, S. 474–478
- Eva M. Welskop-Deffaa: Rente in der Arbeitswelt 4.0 – neun Thesen. In: Deutsche Rentenversicherung, 1/2017, S. 102–117
- Eva M. Welskop-Deffaa: Familie. In: Zimmer, Matthias (Hrsg.): Grundsätzlich Christlich-Sozial. Beiträge zur Grundsatzdebatte der CDU, Herder 2023, S. 265–280.
- Eva M. Welskop-Deffaa: Chancensicherung für alle Kinder. In: Zeitschrift für Wirtschaftspolitik, Band 72, Nr. 2 (2023), S. 159–166.
- Eva Maria Welskop-Deffaa, Stephan Rixen: Klimasozialpolitik – Der Klimaschutz-Beschluss des Bundesverfassungsgerichts und seine Folgen. Lambertus-Verlag, Freiburg 2023, ISBN 978-3-7841-3569-4.